# Soins palliatifs
 (septembre 2022).
 Mise en garde médicale
Les soins palliatifs sont des soins qui ne visent qu'au confort du malade, souvent en phase de fin de vie. L'objectif des soins palliatifs est de prévenir et de soulager les douleurs physiques, les symptômes inconfortables (nausées, constipation, anxiété, etc.) ou encore la souffrance psychologique. Un soin palliatif est une mesure visant à endiguer les conséquences d'un grave problème médical, en ne se préoccupant plus de sa cause.
En parallèle, une aide psychologique, morale, spirituelle peut être offerte aux proches du patient.

## Définition de médecine palliative
« La médecine palliative repose sur la définition suivante : le suivi et la prise en charge de patients atteints d'une maladie active, progressive, dont le stade est très avancé et le pronostic très limité, et dont le traitement vise au maintien de la qualité de vie. »
— Cicely Saunders (1918-2005)  

### Rôle et missions des soins palliatifs
Les soins palliatifs ont pour mission d'améliorer la qualité de vie des patients atteints d'une maladie évolutive grave ou mettant en jeu le pronostic vital ou en phase avancée et terminale.
Les soins palliatifs ne sont pas le synonyme de « soins de fin de vie », bien que les soins terminaux soient des soins palliatifs. Ainsi, les patients bénéficiant de ces soins sont aussi ceux qui ont l’espérance de vivre encore plusieurs mois ou quelques années avec une qualité de vie acceptable malgré la présence d'une maladie inéluctablement évolutive.
Il est souvent dit des soins palliatifs qu'ils sont « tout ce qu'il reste à faire, quand il n'y a plus rien à faire ». Autrement dit, pour un malade recevant des soins palliatifs, l'objectif n'est plus la guérison de sa maladie causale, mais la lutte contre tous les symptômes inconfortables qui découlent de cette maladie, dont la douleur, la fatigue et l'anorexie.
La démarche de soins palliatifs peut donc parfois envisager la prise d'un traitement médical ou la réalisation d'un acte chirurgical si ce traitement permet de soulager un symptôme inconfortable. Elle vise aussi à éviter les investigations et certains traitements déraisonnables s'ils ne peuvent faire espérer une amélioration de confort. Ce qui prime avant tout est le confort et la qualité de vie définie de manière personnalisée avec le patient. Les soins palliatifs cherchent à limiter les ruptures de prise en charge en veillant à la bonne coordination entre les différents acteurs du soin. Les aspects sociaux, et éventuellement religieux et spirituels, sont pris en compte.
Les proches sont aussi accompagnés dans la compréhension de la maladie de leur proche et in fine dans leur cheminement de deuil.
Le patient a le choix de recevoir ses soins où il souhaite à partir du moment où le médecin traitant lui assure une accessibilité complète aux soins palliatifs compte tenu de la gravité de sa maladie. Les soins sont effectués en hôpital ou à domicile, les services à domicile sont plus complexes à obtenir car il faut un accord supplémentaire du médecin traitant, ainsi qu’une équipe spécialisée disponible pour apporter les soins nécessaires

## Pratique et objectifs des soins palliatifs
Les objectifs des soins palliatifs sont :
- contrôler la douleur et les autres symptômes des patients ;
- servir le patient dans tous ses aspects, pas seulement physique ;
- soutien familial dans leurs besoins ;
- support des soignants du patient.

## Visions et opinions sur des soins palliatifs

### Doctrine de l'Église catholique
L'Église catholique accepte et soutient l'utilisation des pratiques palliatives. La Congrégation pour la doctrine de la foi a rappelé l’obligation d’alimenter et d’hydrater les malades en état végétatif, dans un document rendu public le 14 septembre 2007. Le Vatican répond à deux questions posées par les évêques américains à la suite de l'affaire Schiavo en 2005 : il dit oui à l’administration de nourriture et d’eau, « moralement obligatoire » et non à la possibilité d’interrompre la nourriture et l’hydratation fournies par voies artificielles à un patient en état végétatif permanent.
Pour ce qui est des sédatifs, il est « licite de supprimer la douleur au moyen de narcotiques, même avec pour effet d'amoindrir la conscience et d'abréger la vie » (affirmation de Pie XII rappelée dans l'encyclique Evangelium Vitae, 65).

### «Mouvement en faveur des soins palliatifs»
Il s'agit de l'ensemble des valeurs portées par ce qu'on appelle « le mouvement des soins palliatifs » dont l'origine remonte aux pionnières anglo-saxonnes du « Saint Christopher Hospice » autour de Cicely Saunders.
Le docteur Maurice Abiven (1924-2007), spécialiste de médecine interne, fut l'un des pionniers de la pratique des soins palliatifs en France et Charles-Henri Rapin (1947-2008), médecin gériatre suisse, l'est dans le monde francophone de la gériatrie. Ce mouvement s'appuie sur des concepts éthiques faisant une large part à l'autonomie du malade, au refus de l'obstination déraisonnable ainsi qu'au refus de vouloir hâter la survenue de la mort.
Michel Castra explique : « Cherchant à s'affranchir du cadre traditionnel d'une médecine techniciste et scientifique, les promoteurs des soins palliatifs sont parvenus à affirmer les principes d'une médecine privilégiant une logique de confort et ayant pour objectif de lutter contre les conséquences d'une maladie devenue incurable… (Il s'agit) d'une redéfinition des conceptions du « bien » pour le malade qui est ici à l'œuvre et qui marque un changement de légitimité de l'action médicale fondée non plus sur une rationalité strictement biomédicale mais sur de nouvelles croyances dans la finalité de l'intervention soignante auprès des patients terminaux : il s'agit notamment de privilégier la qualité de la vie qui reste à vivre sur la durée de cette vie »… (Elle implique le) refus de l'euthanasie et de l'acharnement thérapeutique.
Certains partisans des soins palliatifs en tant que concept de prise en charge sont donc opposés à l'euthanasie définie comme l'administration de substances à doses mortelles dans le but de provoquer la mort dans un objectif compassionnel. Un des points importants défendu par le mouvement des soins palliatifs est la place à reconnaitre dans notre société à « celui qui meurt ». Pour le mouvement des soins palliatifs il est important de se rappeler que la mort est un phénomène naturel de la vie. Les soins palliatifs sont des soins actifs délivrés dans une approche globale de la personne atteinte d'une maladie grave évolutive ou terminale. Il faut également évoquer l'importance accordée à la prise en compte de la souffrance globale du patient : physique, sociale, psychologique, spirituelle et de son entourage. Dans une approche interdisciplinaire, une place particulière est accordée aux bénévoles d'accompagnement dans la démarche de soins dans le cadre des soins de support.
En 1988, l’Association européenne de soins palliatifs (EAPC) est créée. Elle organise le premier congrès européen de soins palliatifs à Paris en 1990. La Société française d’accompagnement et de soins palliatifs (SFAP) regroupe en 1991 les principaux acteurs français du mouvement des soins palliatifs. En 1992, l’Union nationale des associations de soins palliatifs (UNASP) est créée.

### Premières unités
Entre 1987 et 1990, plusieurs unités de soins palliatifs ouvrent en France : la première au seine de l’hôpital international de la Cité Universitaire par le docteur Abiven, puis un centre de soins palliatifs est créé à l’Hôtel-Dieu par le docteur Jean-Michel Lassaunière. Le docteur Renée Sébag-Lanoë ouvre une unité de soins palliatifs à l’hôpital Paul-Brousse dirigée par le docteur Michèle Salamagne.

## Aspects législatifs sur des soins palliatifs
Il existe de nombreuses définitions « officielles » des soins palliatifs : définition de la loi française (juin 1999), du Canada, de l'Organisation mondiale de la santé en 1999 puis 2002, autres (Ordre des médecins, ANAES).

### En France
L'introduction des soins palliatifs en France a été plus tardive qu'en Grande-Bretagne et aux États-Unis, d'où est parti le « hospice movement » après la Seconde Guerre mondiale, avec Cicely Saunders, pionnière des soins palliatifs[réf. nécessaire].
Elle a été officiellement reconnue par la circulaire Laroque de 1986 « relative à l'organisation et à l'accompagnement des malades en phase terminale ».
Depuis 1991, « ces soins font partie des missions de l'hôpital et leur accès est présenté comme un droit des malades » (Comité consultatif national d'éthique, avis no 63 ). La loi du 9 juin 1999 et la circulaire DHOS/O2/DGS/SD5D du 19 février 2002 tracent le droit à l'accès aux soins palliatifs. Ces derniers sont également inscrits dans le Code de déontologie médicale de 1995 (art. 37-38), qui rejette aussi l'acharnement thérapeutique. À la suite de la mission Jean Leonetti « sur l’accompagnement de la fin de vie » menée en 2002, la « loi relative aux droits des malades et à la fin de vie » de 2005 a été promulguée, tandis qu'un Observatoire national de la fin de vie était inauguré en février 2010 par la ministre Roselyne Bachelot.
La circulaire de 2002 édicte les modalités d'organisation des soins palliatifs, souligne l'accès inégal de ceux-ci sur le territoire national. Les objectifs législatifs sont :
- le respect du choix du malade sur les conditions et le lieu de leur fin de vie ;
- l'adaptation et la diversification de l'offre territoriale de SP et l'articulation entre les différents dispositifs, structures et instances concernées ;
- la promotion du bénévolat et des soins de support.

D'autre part :
- chaque département devra être doté d'un réseau de soins palliatifs.
- chaque établissement de santé se doit d'organiser les soins palliatifs dans son projet d'établissement, avec mise en place de formations de personnels, organisation de soutien des soignants, réflexion sur l'accueil et l'accompagnement des familles.

La circulaire définit les notions d'unités de soins palliatifs, de lits « identifiés soins palliatifs », d'équipes mobiles de soins palliatifs.
L'Agence régionale de l'hospitalisation (ARH) a été chargée de cette mise en œuvre. Depuis 2009, l'Agence régionale de santé (ARS) se substitue à l'ARH.
Le 2 février 2016, le Code de la santé publique intègre les modifications intervenues à la suite de la « petite loi » adoptée par l'Assemblée Nationale à partir de la proposition de loi créant de nouveaux droits en faveur des malades et des personnes en fin de vie déposée par les députés Leonetti et Claeys.

#### Soins palliatifs et tarification à l'activité
Le codage des soins palliatifs (SP) regroupe trois groupes homogènes de séjours (GHS) selon le lieu du séjour, respectivement dans un lit sans autorisation spéciale (GHS 7956), dans un lit « dédié » aux SP (GHS 7958), ou si le séjour a lieu dans une unité de SP (GHS 7957). La tarification est différente selon ces 3 cas. Le code DP (diagnostic principal) de Soins palliatifs est le code Z51.5.

#### Programmes nationaux de développement des soins palliatifs
Les plans de développement des soins palliatifs ont permis depuis 1991, sous l'impulsion de l'État et du ministère de la Santé, de définir des objectifs, des moyens et des actions afin d'assurer un développement de l'offre des soins palliatifs en France.
Le premier plan national de développement (1999-2001) est construit sur un mode triennal en vue de mieux répartir l’offre de soins. Le second plan complète la circulaire du 19 février 2002 qui précise l'organisation des soins palliatifs et de l'accompagnement. Il se décline en 3 axes : l'accompagnement à domicile, le développement de structures spécialisées et l'information au public
Le troisième programme développe pour la période 2008-2012 la poursuite de développement de l'offre hospitalière et des dispositifs extra-hospitalier et élabore une politique de formation et de recherche. Le 4e programme (2015-2018) entend placer le patient au cœur des décisions qui le concernent et développer les prises en charge au domicile. Le cinquième plan (2021-2024) s'articule autour de 3 axes : Renforcer l’acculturation aux droits de la fin de vie et diffuser, parmi les professionnels et intervenants, la culture palliative ; Diffuser les bonnes pratiques, garantir un haut niveau d’expertise en soins palliatifs et son accessibilité pour les acteurs en s’appuyant sur la formation et les travaux de recherche ; Déployer les prises en charge de proximité en renforçant les coordinations, en structurant des modalités d’intégration précoce des soins palliatifs et de l’accompagnement de la fin de vie.

#### Plan décennal
En 2023, plus de 20 départements en France n'ont pas d'unités de soins palliatifs. Cette année-là, l’ADMD Tour passe par 19 villes, toutes dépourvues d'unité de soins palliatifs afin de sensibiliser le public au droit de mourir dans la dignité.
En avril 2023, après la remise du rapport de la Convention citoyenne sur la fin de vie, le président de la République Emmanuel Macron a annoncé l’élaboration d’un plan décennal « douleurs et soins palliatifs » ainsi qu’un projet de loi relatif à la fin de vie (avant l'été 2023). En mai 2023, Emmanuel Macron annonce une nouvelle loi sur la fin de vie portant notamment sur les soins palliatifs. Elle devrait comporter trois parties : l’aide active à mourir, les soins palliatifs et les droits des patients.
Dans le même temps, Agnès Firmin Le Bodo annonce la création d'unité de soins palliatifs dans les 20 départements qui n'en sont pas dotés d'ici fin 2024, la création d'une filière médicale dédiée et d'une unité de soins palliatifs pédiatrique au niveau national.
En juin 2023, le professeur Franck Chauvin, ancien président du Haut Conseil de la santé publique, est nommé par la ministre déléguée à la santé Agnès Firmin Le Bodo, à la tête de « l’instance de réflexion » chargée d’élaborer le plan de développement des soins palliatifs à l’horizon 2034.
Dans le même temps, les Assises nationales sur la fin de vie se tiennent à Paris afin de lutter contre les préjugés et de permettre des échanges en présence de personnalités, d’experts et de porte-paroles de groupes politiques.

## Organisation des soins palliatifs
Les soins palliatifs peuvent, être pratiqués par toutes les équipes soignantes spécialisées dans l'accompagnement des malades en fin de vie, aussi bien au domicile qu'en milieu hospitalier. Cependant, il existe des situations complexes nécessitant l'intervention d'équipes de soins palliatifs (à caractère pluridisciplinaire). En France, on distingue habituellement :
- Les unités de soins palliatifs[18] où se gèrent des situations de phases terminales complexes ne pouvant se dérouler au domicile ou en milieu hospitalier traditionnel en raison notamment de la survenue de syndromes réfractaires, c’est-à-dire résistants aux traitements habituels, altérant la qualité de vie restante du malade.
- Les équipes mobiles de soins palliatifs[18] qui interviennent soit au sein des services d'un même hôpital, soit au sein de plusieurs établissements, soit à domicile, pour venir appuyer et conseiller les équipes référentes dans la prise en charge de patients atteints de maladies graves et potentiellement mortelles. Elles n'ont pas vocation à se substituer à l'équipe soignante.
- Les réseaux de maintien à domicile, sont chargés de coordonner l'action des soignants et des équipes mobiles prenant en charge un patient atteint d'une maladie grave et potentiellement mortelle.
- D'autres structures comme l'hospitalisation à domicile (HAD), les services d'hospitalisation à domicile, ou des lits identifiés pour la pratique des soins palliatifs[31] au sein d'un service, complètent l'ensemble de ces structures spécialisées « en soins palliatifs ».

Les services de médecine, de chirurgie ou de soins de suites et réadaptation (SSR), sans avoir le titre d'unités de soins palliatifs peuvent également assurer cette mission, d'autant que les besoins de la population sont bien supérieurs au nombre de lits disponibles ou d'unités de SP.

### Organisation des soins palliatifs et d'accompagnement en maternité et en néonatalogie
La mise en place de soins palliatifs et d’accompagnement en maternité et en néonatalogie est en cours d’élaboration en France depuis les années 2000. Comme toute démarche de soins palliatifs, elle repose sur un accompagnement pluridisciplinaire qui :
- accorde une grande place à l’écoute de la souffrance des parents face à la maladie de leur enfant à naître ou à celle de leur nouveau-né ;
- assure un suivi médical rapproché de la maman et du bébé pendant tout le temps de la grossesse ;
- permet l’élaboration d’un projet de vie pour le bébé. En accord avec les parents, le pédiatre définit les soins que pourra recevoir le bébé après sa naissance : soins de confort et soins proportionnés qui excluent tout acharnement thérapeutique et qui contribuent au bien-être du bébé ;
- privilégie la présence des parents auprès du bébé et de la fratrie pendant tout le temps de vie de l’enfant malade. Et si l’état du bébé le permet, son retour au domicile familial peut être envisagé en liaison avec le médecin traitant de la famille et en collaboration avec un réseau de soins palliatifs à domicile.

Cette démarche de soins palliatifs et d’accompagnement est possible en cas de diagnostic prénatal d’une maladie létale du bébé à naître, dans le cadre d’une poursuite de la grossesse mais aussi dans les situations où le pronostic vital du nouveau-né est engagé après sa naissance.

### Organisation des soins palliatifs en pédiatrie
La mise en place de soins palliatifs en service de pédiatrie est apparue dans les services d'oncologie pédiatrique au cours des années 1980-1990 avec le développement de la discipline de psycho-oncologie pédiatrique, puis s'est développée dans d'autres spécialités.

## Accès aux soins palliatifs
Une étude de l'INSERM de février 2002 indique que les médecins français « restent peu formés » en matière de soins palliatifs et pointe les difficultés d'accès des patients à ce type de prise en charge. Ce sont ainsi 57 % des patients habitant en zone rurale, et 67 % des patients âgés de plus de 65 ans qui n'ont pas eu accès aux soins palliatifs, ces deux statistiques n'étant pas indépendantes.
En octobre 2014, le Comité consultatif national d'éthique (CCNE) publie un rapport de synthèse soulignant le « non-respect du droit d'accéder à des soins palliatifs pour l'immense majorité des personnes en fin de vie ».
Le nombre de structures dédiées bien qu'en progression constante reste encore insuffisant et inégalement réparti sur le territoire.

## Soins de fin de vie
Les moyens employés par les médecins pour procurer des soins de fin de vie incluent la sédation profonde et continue.
À cet égard, l’Académie nationale de médecine a déploré le glissement sémantique entre « fin de vie » et « arrêt de vie » autour de la question de la sédation, abordée par le texte publié par le Conseil national de l'Ordre des médecins et intitulé « Fin de vie, Assistance à mourir », le 14 février 2013.

## Rôle et formation des bénévoles

### En France
Les bénévoles font partie d'une association spécialisée d'accompagnement de la maladie grave et de la fin de la vie. Ils sont alors recrutés, formés et encadrés par leur association,,,,.
Ce bénévolat a été inscrit dans la loi du 9 juin 1999 (loi no 9-477, article 10) visant à garantir le droit à l'accès aux soins palliatifs pour tout citoyen, puis dans le code de santé publique (article L1112-5). Le rôle du bénévole d'accompagnement se situe dans la présence (même silencieuse) et l'écoute empathique de la personne malade et de ses proches au nom d'une société dont il est toujours membre. Il n'interfère jamais dans les soins. Il connaît et applique la charte de la personne hospitalisée notamment la confidentialité, le respect des convictions philosophiques et religieuses, l'intimité de la personne.